# میکائیل سالومون
میکائیل سالومون (انگلیسی: Mikael Salomon؛ زادهٔ ۲۴ فوریهٔ ۱۹۴۵) فیلم‌بردار، کارگردان فیلم، فیلم‌بردار و تهیه‌کننده فیلم اهل دانمارک است. وی از سال ۱۹۶۳ میلادی تاکنون مشغول فعالیت بوده‌است.
وی همچنین برندهٔ جوایزی همچون جوایز امی ساعات پربیننده شده‌است.